# 以色列化學
以色列化學公司（希伯來語：‎），又稱ICL，是以色列的一家跨國企業，主要開發、生產和銷售化肥、金屬和其他特殊用途化學品。以色列化學主要涉獵農業、食品和工程材料三個領域。以色列化學生產世界約三分之一的溴，並且是世界第六大钾肥生產企業，包括在死海的鉀鹽产业。以色列化學主要由以色列企業股份控股。

## 外部連結
- 官方网站
- Israel Chemicals acquires Allana Potash for $150m